# Hypocaccus lustrans
Hypocaccus lustrans är en skalbaggsart som först beskrevs av Thomas Casey 1926.  Hypocaccus lustrans ingår i släktet Hypocaccus och familjen stumpbaggar. Inga underarter finns listade i Catalogue of Life.